# Bạch Đằng (xã)
Bạch Đằng là một xã thuộc tỉnh Cao Bằng, Việt Nam.

## Địa lý
Xã Bạch Đằng nằm ở phía nam huyện Hòa An, có vị trí địa lý:
- Phía đông giáp huyện Thạch An và xã Lê Chung
- Phía tây giáp huyện Nguyên Bình và xã Bình Dương
- Phía nam giáp huyện Thạch An
- Phía bắc giáp thành phố Cao Bằng.

Xã Bạch Đằng có diện tích 61,12 km², dân số năm 2019 là 2.209 người, mật độ dân số đạt 36 người/km².
Xã có tuyến quốc lộ 3 và tỉnh lộ 209 chạy qua địa bàn với đèo Tài Hồ Sìn. Các nguồn nước mặt tại Bạch Đằng gồm có sông Hiến, suối Nà Ngòa và hồ Khuổi Lái. Một số ngọn núi trên địa bàn xã là Khuổi Bao, Khau Mười, Khau Lá, Khau Câu, Khau Quân, Ngảm Hoài, Phia Đim, Phia Hu.

## Lịch sử
Sau năm 1975, Bạch Đằng là một xã thuộc huyện Hòa An.
Đến năm 2019, xã Bạch Đằng được chia thành 12 xóm: Đầu Cầu, Bốc Thượng 1, Bốc Thượng 2, Khuổi Kép, Nà Roác 1, Nà Roác 2, Nà Roác 3, Nà Tủ, Pác Nà, Phiêng Lừa, Bản Sẳng, Nà Luông.
Ngày 9 tháng 7 năm 2020, Ủy ban nhân dân huyện Hòa An, tỉnh Cao Bằng ban hành Thông báo số 55/TB-UBND về việc:
- Sáp nhập hai xóm Khuổi Kép và Nà Roác 2 vào xóm Nà Roác 1
- Đổi tên xóm Nà Roác 3 thành xóm Nà Roác 2
- Sáp nhập hai xóm Pác Nà và Phiêng Lừa vào xóm Bản Sẳng
- Sáp nhập ba xóm Nà Tủ, Nà Luông, Đầu Cầu thành xóm Tài Hồ Sìn
- Sáp nhập hai xóm Bốc Thượng 1 và Bốc Thượng 2 thành xóm Bốc Thượng.

## Hành chính
Xã Bạch Đằng được chia thành 5 xóm: Bản Sẳng, Bốc Thượng, Nà Roác 1, Nà Roác 2, Tài Hồ Sìn.